# ATFBank
Die ATFBank (russisch АТФБанк) ist ein kasachisches Kreditinstitut mit Sitz in Almaty. Sie unterhält mehrere Tochterunternehmen, darunter Kreditinstitute in Russland und Kirgisistan.

## Unternehmensaktivitäten
Die ATFBank erreichte im Jahr 2018 eine Bilanzsumme von 1475 Milliarden Tenge. Sie beschäftigt rund 2.400 Mitarbeiter in 260 Geschäftsstellen.
Zur ATFBank gehören die Investmentgesellschaft ATF Finance, die ATF Inkassatzia und der Open Accumulating Pension Fund Otan. Außerdem gehört AFT Capital B.V. mit Sitz in den Niederlanden der Bank sowie die Bank Sibir in Russland und seit 2004 die ATFBank-Kyrgyzstan in Kirgisistan zum Unternehmen.

## Geschichte
Die heutige ATFBank wurde im Juni 1995 unter dem Namen Almatinsky Torgovo-Finansovy Bank gegründet. Im November 1996 konnte man bereits die Zahlungssysteme des Japan Credit Bureau, der VISA International Service Association, von American Express und von Eurocard beziehungsweise Mastercard anbieten. Zwei Jahre später machte die KfW Bankengruppe die ATFBank zur Partnerbank für finanzielle Angelegenheiten zwischen Deutschland und Kasachstan. Im April 2001 änderte man die Rechtsform in eine Aktiengesellschaft.
Im September 2001 bekam die Bank einen Konsortialkredit durch die österreichische Raiffeisen Zentralbank und die Deutsche Bank. Im Juni des Folgejahres fand die Umbenennung in ATFBank statt und 2003 gewährte die niederländische ABN AMRO dem Kreditinstitut einen Kredit in Höhe von 62,25 Millionen US-Dollar.
Mitte 2007 wurde die ATFBank von der italienischen UniCredit Group für 1,625 Mrd. Euro übernommen. Die für Osteuropa zuständige Bank Austria wurde daraufhin Hauptaktionär der ATFBank.
Anfang 2013 verkaufte die Bank Austria die ATFBank, nachdem sie seit der Übernahme im Jahr 2007 rund zwei Milliarden abschreiben musste, an das Unternehmen KazNitrogenGaz des kasachischen Geschäftsmannes Galimzhan Yessenov.